# 岩手県道125号陸中夏井停車場線
岩手県道125号陸中夏井停車場線（いわてけんどう125ごう りくちゅうなついていしゃじょうせん）は、岩手県久慈市を通る一般県道である。

## 概要
陸中夏井駅から久慈市夏井町の国道395号交点に至る。

### 路線データ
- 実延長：91.2m
- 起点：陸中夏井停車場（陸中夏井駅）
- 終点：久慈市夏井町大崎第11地割（国道395号交点）

## 地理

### 通過する自治体
- 久慈市

### 交差する道路
- 国道395号（久慈市夏井町大崎第11地割）

### 沿線の施設
- JR東日本 陸中夏井駅